# Hotel silence
"L'unico modo per riuscire ad andare avanti è far finta di vivere una vita normale. Fare come se tutto fosse a posto. Fare come se non si vedesse la devastazione."
Hotel Silence (Ör) è un romanzo del 2016 di Auður Ava Ólafsdóttir.

## Trama
Un uomo di quarantanove anni in profonda crisi personale decide di suicidarsi. Lascia la sua Islanda, diretto in un paese appena uscito da una guerra civile, per mettere in atto la sua decisione.
Il romanzo ha ricevuto il Nordic Council's Literature Prize nel 2018.

## Edizioni
Auður Ava Ólafsdóttir, Hotel Silence, Einaudi, 2018, pp. 200, ISBN 9788806235987